# Villosa ortmanni
Villosa ortmanni är en musselart som först beskrevs av Bryant Walker 1925. Villosa ortmanni ingår i släktet Villosa och familjen målarmusslor. Inga underarter finns listade i Catalogue of Life.